# Helena Zetova
Helena Zetova (7 de noviembre de 1980 - Vsetín, 20 de diciembre de 2024) fue una cantante checa.

## Biografía
Hija de Alena Semelkova y Josef Zet. Dejó su casa a los quince años para dedicarse a la música. 
Se hizo famosa principalmente como miembro del trío de chicas Black Milk con junto a Tereza Cernochova y Tereza Kerndlova, grupo que fue premiado como Descubrimiento del Año 2002. El grupo se disolvió en 2005.
Helena Zetova falleció el 20 de diciembre de 2024 a los 44 años, por causas no reveladas.

## Álbumes
- 2005,  Impossible (Unstoppable)
- 2006,  Ready to Roll
- 2006,  Black Cat
- 2007,  Crossing Bridges
- 2008,  Love Me Again
- 2008,  Don't U Play Games
- 2019,  Walk with Me
- 2019,  Start the Fire